# 앙드레와의 저녁식사
《앙드레와의 저녁식사》(영어: My Dinner with Andre)는 미국에서 제작된 루이 말 감독의 1981년 코미디 드라마 영화이다. 월리스 숀 등이 출연하였고, 조지 W. 조지 등이 제작에 참여하였다.

## 줄거리
최근 일이 잘 풀리지 않는 극작가 월리는 뉴욕 고급 레스토랑에서 친구 안드레이(앙드레)와 꺼려하던 저녁 식사 자리를 갖는다. 안드레이는 1975년 중년기 위기가 닥치자 극장 감독 일을 그만 두고 공시성, 영성, 임사 체험, 유토피아 공동체 등에 기대었다.
안드레이는 그간 예지 그로토프스키 밑에서 일하고 폴란드 숲에서 폴란드 배우들과 지내는가 하면 사하라 사막에서 어린 왕자 연극을 올리고 핀드혼 생태마을을 방문했다고 말하며, 로봇 같은 삶에서 빠져나와 진정 사람답게 살고 싶었다고 털어놓는다.
월리는 안드레이가 시도한 각종 체험은 대다수 일반인은 경험할 수 없는 삶이며, 자신은 평범한 일상에서 행복을 찾는다고 반박한다. 월리는 안락에 익숙해지는 위험성 등 안드레이가 비판하는 현대 사회 문제점에는 공감하지만 안드레이가 지닌 견해가 실생활에서 너무 동떨어져 있지 않은지를 우려한다.
두 사람은 충만해진 상태로 사이좋게 헤어지고, 월리는 집에 돌아가 여자친구에게 안드레이와의 저녁 식사에 대해 자세히 얘기해야겠다고 다짐한다.

## 출연
- 앙드레 그레고리 - 안드레이(앙드레) 역
- 월리스 숀 - 월리스 "월리" 숀 역
- 로이 버틀러 - 바텐더 역

## 기타 제작진
- 세트: 더그 크레이너